# Eckhard Lessing
Eckhard Lessing (* 14. März 1935 in Chemnitz; † 6. Februar 2020 in Münster) war ein deutscher evangelischer Theologe.

## Leben
Lessing wurde 1935 in Chemnitz geboren. Er besuchte die Thomasschule zu Leipzig und absolvierte 1952 sein Abitur. Von 1953 bis 1958 studierte er Theologie an der Kirchlichen Hochschule Bethel, Eberhard Karls Universität Tübingen und Georg-August-Universität Göttingen. Im Jahr 1958 schloss er sein Erstes und 1963 sein Zweites Theologisches Staatsexamen ab. Von 1960 bis 1961 arbeitete er als Wissenschaftlicher Assistent in Göttingen. Im Jahr 1961 promovierte er zum Dr. theol. Von 1963 bis 1969 war er Assistent an der Johannes Gutenberg-Universität Mainz. Seine Habilitation folgte 1969. Von 1969 bis 1976 arbeitete er als Hochschullehrer in Mainz. Er wurde 1976 zum ordentlichen Professor für Systematische Theologie an der Westfälischen Wilhelms-Universität in Münster ernannt und 2000 emeritiert.